# Pérou aux Jeux olympiques d'hiver de 2010
Le Pérou est représenté par 3 athlètes aux Jeux olympiques d'hiver de 2010 à Vancouver (Canada). Il s'agit de sa 1re participation aux Jeux olympiques d'hiver.

## Cérémonies d'ouverture et de clôture

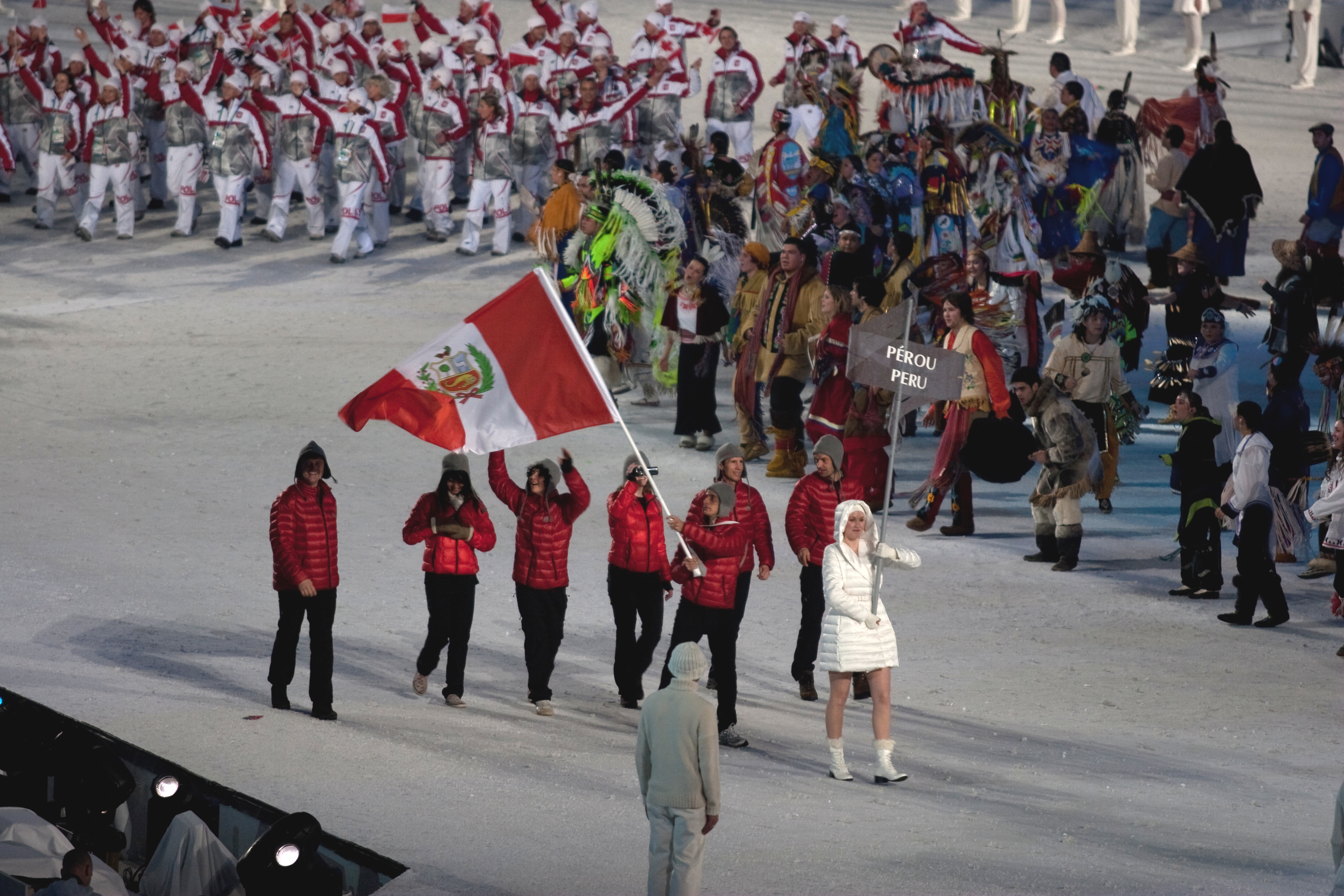
Entrée de la délégation péruvienne lors de la cérémonie d'ouverture.

Comme cela est de coutume, la Grèce, berceau des Jeux olympiques, ouvre le défilé des nations, tandis que le Canada, en tant que pays organisateur, ferme la marche. Les autres pays défilent par ordre alphabétique. Le Pérou est la 62e des 82 délégations à entrer dans le BC Place Stadium de Vancouver au cours du défilé des nations durant la cérémonie d'ouverture, après le Pakistan et avant la Pologne. Cette cérémonie est dédiée au lugeur géorgien Nodar Kumaritashvili, mort la veille après une sortie de piste durant un entraînement. Le porte-drapeau du pays est le fondeur Roberto Carcelén.
Lors de la cérémonie de clôture qui se déroule également au BC Place Stadium, les porte-drapeaux des différentes délégations entrent ensemble dans le stade olympique et forment un cercle autour du chaudron abritant la flamme olympique. Comme lors de la cérémonie d'ouverture, le drapeau péruvien est porté par Roberto Carcelén.

## Délégation
Le tableau suivant montre le nombre d'athlètes péruviens dans chaque discipline :
| Sport       | Hommes | Femmes | Total |
| ----------- | ------ | ------ | ----- |
| Ski Alpin   | 1      | 1      | 2     |
| Ski de fond | 1      | 0      | 1     |
| Total       | 2      | 1      | 3     |

## Engagés par sport

### Hommes
| Épreuve      | Athlète             | 1re manche    | 2e manche     | Temps total   | Position |
| ------------ | ------------------- | ------------- | ------------- | ------------- | -------- |
| Slalom       | Manfred Oettl Reyes | DSQ           |               |               |          |
| Slalom Géant | Manfred Oettl Reyes | 1 min 29 s 56 | 1 min 32 s 49 | 3 min 02 s 05 | 67       |

### Femmes
| Épreuve      | Athlète             | 1re manche    | 2e manche       | Temps total | Position |
| ------------ | ------------------- | ------------- | --------------- | ----------- | -------- |
| Slalom       | Ornella Oettl Reyes | 59 s 61       | n'a pas terminé |             |          |
| Slalom Géant | Ornella Oettl Reyes | 1 min 27 s 25 | n'a pas terminé |             |          |

### Ski de fond
| Athlète          | Épreuve     | Finale        | Finale        | Finale |
| Athlète          | Épreuve     | Temps         | Retard        | Rang   |
| ---------------- | ----------- | ------------- | ------------- | ------ |
| Roberto Carcelen | 15 km libre | 45 min 53 s 6 | 12 min 17 s 3 | 94     |